# Mystic Quest
Mystic Quest (jap. 聖剣伝説 ～ファイナルファンタジー外伝～ Seiken Densetsu: Fainaru Fantajī Gaiden; ang. nazwa w Ameryce Północnej Final Fantasy Adventure) – wydana przez Square w 1991 roku na konsolę Game Boy fabularna gra akcji. Pomyślana jako spin-off (jap. 外伝 gaiden) serii Final Fantasy dała początek serii gier Mana.
Gra w rozgrywce przypomina The Legend of Zelda na NES w połączeniu z elementami charakterystycznymi dla gier fabularnych jak statystyki postaci czy punkty many. W Europie została wydana w 1993 wraz z Mystic Quest Legend przez Nintendo. Te gry to dwa pierwsze tytuły powiązane z serią Final Fantasy dostępne oficjalnie w Europie. Remake pod postacią gry Sword of Mana został wydany w 2003 roku na konsolę Game Boy Advance. Drugi remake został wydany w Japonii na telefony komórkowe.